# Nate McMillan
Nathaniel McMillan, detto Nate (Raleigh, 3 agosto 1964), è un allenatore di pallacanestro ed ex cestista statunitense, professionista nella NBA.

## Carriera
È stato selezionato dai Seattle SuperSonics al secondo giro del Draft NBA 1986 (30ª scelta assoluta).

## Statistiche
| * | Primo nella lega |

### NCAA
| Anno      | Squadra       | PG | PT | MP   | TC%  | 3P% | TL%  | RP  | AP  | PRP | SP  | PP  |
| --------- | ------------- | -- | -- | ---- | ---- | --- | ---- | --- | --- | --- | --- | --- |
| 1984-1985 | NCSU Wolfpack | 33 | -  | 29,5 | 45,4 | -   | 67,4 | 5,7 | 5,1 | 1,8 | 1,1 | 7,6 |
| 1985-1986 | NCSU Wolfpack | 34 | -  | 35,5 | 48,5 | -   | 73,3 | 4,6 | 6,9 | 2,6 | 0,8 | 9,4 |
| Carriera  | Carriera      | 67 | -  | 32,6 | 47,1 | -   | 70,3 | 5,1 | 6,0 | 2,2 | 0,9 | 8,5 |

### NBA

#### Regular Season
| Anno      | Squadra          | PG  | PT  | MP   | TC%  | 3P%  | TL%   | RP  | AP  | PRP  | SP  | PP  |
| --------- | ---------------- | --- | --- | ---- | ---- | ---- | ----- | --- | --- | ---- | --- | --- |
| 1986-1987 | Seattle S.Sonics | 71  | 50  | 27,8 | 47,5 | 0,0  | 61,7  | 4,7 | 8,2 | 1,8  | 0,6 | 5,3 |
| 1987-1988 | Seattle S.Sonics | 82  | 82  | 29,9 | 47,4 | 37,5 | 70,7  | 4,1 | 8,6 | 2,1  | 0,6 | 7,6 |
| 1988-1989 | Seattle S.Sonics | 75  | 74  | 31,2 | 41,0 | 21,4 | 63,0  | 5,2 | 9,3 | 2,1  | 0,6 | 7,1 |
| 1989-1990 | Seattle S.Sonics | 82  | 69  | 28,5 | 47,3 | 35,5 | 64,1  | 4,9 | 7,3 | 1,7  | 0,5 | 6,4 |
| 1990-1991 | Seattle S.Sonics | 78  | 0   | 18,4 | 43,3 | 35,4 | 61,3  | 3,2 | 4,8 | 1,3  | 0,3 | 4,3 |
| 1991-1992 | Seattle S.Sonics | 72  | 30  | 22,9 | 43,7 | 27,6 | 64,3  | 3,5 | 5,0 | 1,8  | 0,4 | 6,0 |
| 1992-1993 | Seattle S.Sonics | 73  | 25  | 27,1 | 46,4 | 38,5 | 70,9  | 4,2 | 5,3 | 2,4  | 0,5 | 7,5 |
| 1993-1994 | Seattle S.Sonics | 73  | 8   | 25,8 | 44,7 | 39,1 | 56,4  | 3,9 | 5,3 | 3,0* | 0,3 | 6,0 |
| 1994-1995 | Seattle S.Sonics | 80  | 18  | 25,9 | 41,8 | 34,2 | 58,6  | 3,8 | 5,3 | 2,1  | 0,7 | 5,2 |
| 1995-1996 | Seattle S.Sonics | 55  | 14  | 22,9 | 42,0 | 38,0 | 70,7  | 3,8 | 3,6 | 1,7  | 0,3 | 5,0 |
| 1996-1997 | Seattle S.Sonics | 37  | 2   | 21,6 | 40,9 | 33,3 | 65,5  | 3,2 | 3,8 | 1,6  | 0,2 | 4,6 |
| 1997-1998 | Seattle S.Sonics | 18  | 1   | 15,5 | 34,3 | 44,1 | 100,0 | 2,2 | 3,1 | 0,8  | 0,2 | 3,4 |
| Carriera  | Carriera         | 796 | 373 | 25,7 | 44,3 | 34,3 | 65,0  | 4,0 | 6,1 | 1,9  | 0,4 | 5,9 |

#### Play-off
| Anno     | Squadra          | PG | PT | MP   | TC%  | 3P%  | TL%   | RP  | AP  | PRP  | SP  | PP  |
| -------- | ---------------- | -- | -- | ---- | ---- | ---- | ----- | --- | --- | ---- | --- | --- |
| 1987     | Seattle S.Sonics | 14 | 14 | 25,4 | 43,5 | -    | 70,8  | 3,9 | 8,0 | 1,0  | 0,7 | 5,1 |
| 1988     | Seattle S.Sonics | 5  | 5  | 25,4 | 34,3 | 0,0  | 64,3  | 4,2 | 6,6 | 0,4  | 0,6 | 6,6 |
| 1989     | Seattle S.Sonics | 8  | 7  | 25,0 | 47,5 | 0,0  | 64,0  | 3,1 | 7,9 | 1,3  | 0,6 | 6,8 |
| 1991     | Seattle S.Sonics | 5  | 0  | 19,0 | 26,1 | 0,0  | 50,0  | 3,6 | 4,4 | 1,2  | 0,2 | 2,8 |
| 1992     | Seattle S.Sonics | 9  | 2  | 27,3 | 42,2 | 23,1 | 71,4  | 3,7 | 7,0 | 1,8  | 0,3 | 9,6 |
| 1993     | Seattle S.Sonics | 19 | 2  | 21,8 | 34,0 | 20,8 | 53,3  | 3,5 | 5,4 | 2,1  | 0,6 | 4,8 |
| 1994     | Seattle S.Sonics | 5  | 0  | 21,8 | 32,0 | 36,4 | 25,0  | 3,2 | 2,0 | 1,2  | 0,2 | 4,2 |
| 1995     | Seattle S.Sonics | 4  | 4  | 28,3 | 34,8 | 12,5 | 100,0 | 4,5 | 7,3 | 2,5* | 0,5 | 4,8 |
| 1996     | Seattle S.Sonics | 19 | 0  | 20,3 | 40,6 | 47,5 | 64,3  | 3,7 | 2,7 | 1,2  | 0,3 | 4,4 |
| 1997     | Seattle S.Sonics | 3  | 0  | 13,7 | 0,0  | 0,0  | -     | 1,7 | 1,0 | 0,3  | 0,0 | 0,0 |
| 1998     | Seattle S.Sonics | 7  | 0  | 14,1 | 33,3 | 16,7 | 100,0 | 2,3 | 2,1 | 0,4  | 0,3 | 2,3 |
| Carriera | Carriera         | 98 | 34 | 22,3 | 38,1 | 28,9 | 63,2  | 3,5 | 5,2 | 1,3  | 0,4 | 5,0 |

#### Massimi in carriera
- Massimo di punti: 24 vs Houston Rockets (7 novembre 1992)[1]
- Massimo di rimbalzi: 14 vs San Antonio Spurs (14 febbraio 1989)
- Massimo di assist: 25 vs Los Angeles Clippers (23 febbraio 1987)
- Massimo di palle rubate: 8 vs Sacramento Kings (24 novembre 1994)
- Massimo di stoppate: 4 (4 volte)
- Massimo di minuti giocati: 51 vs Milwaukee Bucks (9 novembre 1989)

### Statistiche da allenatore
| Stagione | Squadra             | Regular Season | Regular Season | Regular Season | Regular Season | Regular Season           | Post Season                                               |
| Stagione | Squadra             | V              | P              | % V            | G              | Posizione finale         | Post Season                                               |
| -------- | ------------------- | -------------- | -------------- | -------------- | -------------- | ------------------------ | --------------------------------------------------------- |
| 2000-01  | Seattle S.Sonics    | 38             | 29             | 56,7           | 67             | 5º in Pacific Division   | Manca i play-off                                          |
| 2001-02  | Seattle S.Sonics    | 45             | 37             | 54,9           | 82             | 4º in Pacific Division   | Sconfitto al Primo Round dagli Spurs (2-3)                |
| 2002-03  | Seattle S.Sonics    | 40             | 42             | 48,8           | 82             | 5º in Pacific Division   | Manca i play-off                                          |
| 2003-04  | Seattle S.Sonics    | 37             | 45             | 45,1           | 82             | 5º in Pacific Division   | Manca i play-off                                          |
| 2004-05  | Seattle S.Sonics    | 52             | 30             | 63,4           | 82             | 1º in Northwest Division | Sconfitto alle Semifinali di Conference dagli Spurs (2-4) |
| 2005-06  | Portland T. Blazers | 21             | 61             | 25,6           | 82             | 5º in Northwest Division | Manca i play-off                                          |
| 2006-07  | Portland T. Blazers | 32             | 50             | 39,0           | 82             | 3º in Northwest Division | Manca i play-off                                          |
| 2007-08  | Portland T. Blazers | 41             | 41             | 50,0           | 82             | 3º in Northwest Division | Manca i play-off                                          |
| 2008-09  | Portland T. Blazers | 54             | 28             | 65,9           | 82             | 1º in Northwest Division | Sconfitto al Primo Round dai Rockets (2-4)                |
| 2009-10  | Portland T. Blazers | 54             | 28             | 61,0           | 82             | 3º in Northwest Division | Sconfitto al Primo Round dai Suns (2-4)                   |
| 2010-11  | Portland T. Blazers | 48             | 34             | 58,5           | 82             | 3º in Northwest Division | Sconfitto al Primo Round dai Mavericks (2-4)              |
| 2011-12  | Portland T. Blazers | 20             | 23             | 46,5           | 43             | -                        | -                                                         |
| 2016-17  | Indiana Pacers      | 42             | 40             | 51,2           | 82             | 4º in Central Division   | Sconfitto al Primo Round dai Cavaliers (0-4)              |
| 2017-18  | Indiana Pacers      | 48             | 34             | 58,5           | 82             | 2º in Central Division   | Sconfitto al Primo Round dai Cavaliers (3-4)              |
| 2018-19  | Indiana Pacers      | 48             | 34             | 58,5           | 82             | 2º in Central Division   | Sconfitto al Primo Round dai Celtics (0-4)                |
| 2019-20  | Indiana Pacers      | 45             | 28             | 61,6           | 73             | 2º in Central Division   | Sconfitto al Primo Round dai Heat (0-4)                   |
| 2020-21  | Atlanta Hawks       | 27             | 11             | 71,1           | 38             | 1º in Southeast Division | Sconfitto al Finali di Conference dai Bucks (2-4)         |
| 2021-22  | Atlanta Hawks       | 43             | 39             | 52,4           | 82             | 2º in Southeast Division | Sconfitto al Primo Round dai Heat (1-4)                   |
| 2022-23  | Atlanta Hawks       | 29             | 30             | 49,2           | 59             | -                        | -                                                         |
|          | Carriera            | 760            | 668            | 53,2           | 1428           |                          |                                                           |

## Palmarès

### Giocatore
- 2 volte NBA All-Defensive Second Team (1994, 1995)
- Migliore nelle palle rubate NBA (1994)
- Quarantacinquesimo miglior giocatore per palle rubate di sempre NBA